# Dan Backman
Dan Axel Birger Backman, född 12 januari 1955 i Södertälje församling i Stockholms län, är kulturjournalist på Svenska Dagbladet.
Backman har arbetat som frilansjournalist sedan slutet på 1980-talet. Han har arbetat som skribent och redaktör på Svenska Dagbladet sedan 1994. År 2003 skrev han boken "Svenska idyller. Boken om Anders Olsson" (Kartago förlag) tillsammans med Thomas Tidholm.
Komikern Felix Herngren använde Backman som modell när han skapade den fiktiva kulturpersonligheten Dan Bäckman.